# 2816 Pien
2816 Pien este un asteroid din centura principală, descoperit pe 22 septembrie 1982 de Edward Bowell.